# 吉田盛之
吉田 盛之／吉田モリト（よしだ もりと、1972年 - ）は、日本の美術家・プロデューサー・ファウンダー。さどの島銀河芸術祭のファウンダー、プロデュースしている。新潟県佐渡市出身。

## 来歴・人物
佐渡で出生後まもなく、両親の都合で、埼玉県、宮城県、新潟市など転居を重ね、小学4年生から高校卒業までを佐渡市で過ごす。幼少期にさまざまな超常現象を経験。宇宙やオカルティズムに強い興味を持つ。小児喘息を患うなど病弱であった盛之の体を気にした母親が、強い体を育むために真冬の吹雪の中でも、一年中半ズボンを履かせて外出させていた。学校では、体育以外の成績は優秀であった。

### 1990年代
20代の初めの時期に横尾忠則に出会い、横尾の「君も天使が見えるんだね」発言に触発される。モデルや劇団員、タレント業の後、株式会社スバルインターナショナルに入社。そこで、現代美術家、映像作家、グラフィックデザイナー、VJ、文筆家の宇川直宏と出会い、アシスタントグラフィックデザイナーとして活動後、出向先の日本のグラフィックデザイナー・アートディレクター村瀬秀明が代表を務める、株式会社デザインオフィスナークにアシスタントデザイナーとして入社。ラフォーレ原宿キャンペーン、千葉県企業庁幕張メッセの開業キャンペーン、資生堂『花椿』、光文社『CLASSY』などのデザインにアシスタントとして携わった後、独立。
1995年からJ-WAVEのプロモーション用CD-ROMのグラフィックデザイン、デジタルハリウッドの講師、新宿　ギャラリー陶にて個展などを行い、PARCO　WEBサイト立ち上げに伴い、WEBデザイナー、アートディレクターとして起用される。 TAKEO-KIKUCHIのWEBデザイン、アートディレクション、渋谷PARCO、池袋PARCOキャンペーンの為の写真、グラフィックデザイン、WEBデザイン、アートディレクションなどを手がける。
1996年にベネトングループが、コミュニケーションリサーチセンター「ファブリカ（Fabrica）」が、世界中から選抜された若手クリエーターたちが商品デザインやウェブデザイン、映像など、さまざまなセクションでクリエーティビティを発揮する場として1994年に創立されたのをCOLORS（カラーズ）United Colors of Benetton 1991年創刊（地球上で起こっている様々な問題や国々の違いを言語ではなく、ビジュアルに訴えかける雑誌）で知り、イタリアに直接電話をかけて問い合わせると、ディレクターがちょうど来週から東京に向かうことを教えてもらいアポイントメントを取り、直接お会いしてプレゼンした結果、「ファブリカ（Fabrica）」からアーティストとして招待される。同時期、DJとしても活動していた宇川氏と進行を深め、当時『rockin'on』（ロッキング・オン）のデザイナーであった大類信が経営する乃木坂のCLUB"THE DEEP"で月1回土曜日のレギュラーを持つ宇川氏のレコード運びの手伝いをする名目で毎週通うようになる。同年、表参道のクラブ"MANIAC LOVE"のチームが新宿御苑にオープンさせたクラブAutomaticsの中のラウンジAtomageでレジデントDJとなった宇川氏のレコードを運ぶ手伝いとして、毎週末同行する。
1997年1月、「青山OFF」にてビデオインスタレーション、当時サンフランシスコ在住で一時帰国していた宇川氏と表参道のクラブ"MANIAC LOVE"で再会。先の「ファブリカ（Fabrica）」の招待渡伊と迷ったが、宇川氏のスタイルに共感し、サンフランシスコの邸宅に転がり込み、宇川氏の案内で半年間西海岸を満喫する。この頃、後に、現在の「ヴォーグ ジャパン」新編集トップ就任したティファニー・ゴドイとどこかのクラブで出会い親交を深める。同年、日本へ帰国。
1998年1月、東京大学の駒場寮内にオープンしたオルタナティブ・スペース&ギャラリー「OBSCURE」にて、大学を卒業して1997年に東京へ移住したティファニー・ゴドイと写真展を行う。当時集まっていたメンバーは、ハッチ(Hach)、Rudolf Eb.er、武盾一郎、山根康弘、白井知樹、KUJUN(佐藤久順)、安彦さちえ、Chunjirou、長谷井宏紀、鷹野依登久、KOUTROR、浅野忠信、Randy Simpson、谷本光隆、伊東篤宏。現在それぞれ俳優、音楽家、映画監督など世間に羽ばたいて活躍している。短編映画『W/O』(2000年）にも出演。デザインの仕事としては、フォルクスワーゲンジャパンのWEBデザインや各種広告デザインに携わったのち、あまりの忙しさにドロップアウト。代々木公園で1週間ホームレスを体験するなどするも、全く下らないと悟り、祖母の介護も重なり一旦東京から離れる。
1999年3月、新潟県新潟市に居住を移し、大日本印刷株式会社 新潟事業部デザイン部署に契約社員として入社。デザイン部署にて、各種グラフィックデザイン、WEBデザインを担当。毎晩徹夜が続き、隣席の同僚が過労死することがあり、2000年3月 大日本印刷株式会社 契約満了をもって退社。

### 2000年代
2000年3月、東京に戻り、再び宇川氏のアシスタントになる。
2001年3月、那覇情報システム専門学校のデジタルクリエイター科講師として沖縄に移住する。同年、琉球大学 教育学部の集中講義にジェームズ・タレルが訪れ、話す機会を持つ。タレル氏から自身の作品のローデン・クレーターの話を詳しく聞いたり、 丁度、第1回の大地の芸術祭で光の館を作成した翌年であり、光の館に泊まりに行った友達の感想を伝え、新潟や佐渡島の話になり、佐渡島出身と話すと「いつか君も誰にも理解されなくても地元で何かやった方がいい」と言われる。
2002年12月、沖縄県うるま市（旧石川市）の「ぬちしぬじガマ」という沖縄戦で住民が避難していたが、誰も死ぬことがなかった洞窟でインスタレーションをオーストリア留学生sigiと専門学校の生徒等と協力して行う。この展示には、椹木野衣が訪れた。
2003年3月、契約満了の為、那覇情報システム専門学校を退社、東京に戻り活動を活発化。
2011年4月、祖母の介護のため帰省し、株式会社インタークロス新潟支社にアートディレクターとして入社。翌年4月ジョルダン株式会社に出向。
2014年8月、株式会社インタークロス佐渡支社に転属。
2016年4月、新潟県立佐渡総合高等学校の美術の非常勤講師となる。のちに新潟県立佐渡高等学校の非常勤講師にも就任する。8月「さどの島銀河芸術祭」を立ち上げ、開催。以降毎年開催。12月 株式会社インタークロス佐渡支社に退社。
2018年、「さどの島銀河芸術祭 2018」のディレクター。同年10月、一般社団法人 佐渡国際芸術推進機構 代表理事に就任。